# به سوزی
بائه سوزی (کره‌ای: 배수지; زادهٔ ۱۰ اکتبر ۱۹۹۴) که بیشتر با نام هنری سوزی (به انگلیسی: Bae Suzy) شناخته می‌شود. خواننده، بازیگر، دنسر و مدل اهل کره جنوبی است. وی خواننده اصلی گروه میس ای زیر نظر کمپانی جی‌وای‌پی بود و با این گروه توانست در عرصه موسیقی آسیا و کی-پاپ به افتخارات زیادی دست یابد.
او همچنین بازیگری را با نقش آفرینی در سریال رؤیای بلند شروع کرد و پس از آن در فیلم‌های محبوبی چون معماری ۱۰۱، ریزش خاکستر، صدای یک گل و سرزمین عجایب و در درام‌های بزرگ، کتاب خانواده گو، عشق بی‌پروا، بی‌خانمان، استارت آپ و آنا حضور یافت.

## اوایل زندگی
سوزی در گوانگجو، کره جنوبی در ۱۰ اکتبر سال ۱۹۹۴ به دنیا آمد. او دارای یک خواهر بزرگتر به نام به سو‌بین، و یک برادر کوچکتر به نام به سانگ‌مون می‌باشد. او در سال ۲۰۱۳، در دبیرستان سئول در رشته هنرهای نمایشی به تحصیل می‌پرداخت. قبل از شروع به کار، مدل یک مرکز خرید آنلاین بود.

## حرفه

### ۲۰۰۹–۲۰۱۰: شروع کار با میس ای
او برای مسابقه استعدادیابی به نام اِم‌نِت سوپراستار کی (Mnet Superstar K) شركت كرد و از دور مقدماتی صعود کرد اما در دور نهایی حذف شد. با این حال، او مورد توجه استعدادیاب‌های کمپانی جی‌وای‌پی قرار گرفت و رسماً جزو کارآموزان این کمپانی شد. سوزی پس از کمتر یک سال کارآموزی در این کمپانی نامدار با دیگر کار آموزان به نام‌های فی و جیا هم گروه شد و بعد از آن مین یکی دیگر از کار آموزان کمپانی هم به اعضای آن‌ها پیوست و جمعاً ۴ نفر شدند و گروه میس ای را تشکیل دادند و در سن ۱۵ سالگی به طور رسمی به عنوان خواننده شروع به کار کرد. سوزی در سال ۲۰۱۰ همراه با گروه میس ای توانست موفقیت‌های بزرگی را کسب کند و در همان سال اول فعالیت در عرصه موسیقی، برنده دسانگ «آهنگ سال آسیا» با آهنگ «Bad Girl Good Girl» در مراسم معتبر ماما شدند.

### ۲۰۱۰–۲۰۱۶: افزایش محبوبیت و شهرت بین‌المللی
در اکتبر ۲۰۱۰، سوزی مجری ثابت برنامه شبکه ام‌بی‌سی Show! Music Core همراه با اونیو و چوی مینهو عضو گروه شاینی و جی یون عضو گروه تی آرا شد! سوزی مجری مراسم‌های جوایز از جمله جشنواره موسیقی سئول، جشنواره دیسک طلایی و (Mnet 20's Choice Awards) که جایزه ای تحت عنوان «ستاره جدید داغ سال ۲۰۱۱» را کسب کرد.
سوزی در کنار خوانندگی فعالیت‌های درخشانی را نیز در عرصه بازیگری از خود به جای گذاشته‌است. او در سال ۲۰۱۱ در سریال «رؤیای بلند» به عنوان گو هه می نقش آفرینی کرد.این درام موفق شد ریتینگ بالایی از بینندگان را در کره کسب کند و در کشورهای دیگر نیز محبوب شد. سوزی همچنین موسیقی متنی (اواس‌تی) را برای این سریال با عنوان «Winter Child» منتشر کرد. در مراسم جوایز کی‌بی‌اس، سوزی جایزه بهترین بازیگر نقش اول زن و همچنین جایزه بهترین زوج را به همراه کیم سو هیون برای این سریال به دست آورد. در همان سال، سوزی به عنوان اعضای اصلی برنامه «جوانان شکست ناپذیر ۲» انتخاب شد. فیلمبرداری قسمت اول آن را در ۱۹ اکتبر آغاز و در ۱۱ نوامبر پخش شد.
سوزی اولین فیلم خود را با «معماری ۱۰۱» در سال ۲۰۱۲ فیلم‌برداری کرد. «معماری ۱۰۱» یکی از ده فیلم تماشایی کره در سه‌ماهه اول سال ۲۰۱۲ بود و ۹ هفته بعد از اکران به بیش از ۴٫۱ میلیون پذیرش رسید که رکورد جدید باکس آفیس برای ملودرام‌های کره ای بود. در همان سال، سوزی پیشنهاد نقش دوم زن در سریال «بزرگ» در کنار گونگ یو و لی مین جونگ را پذیرفت.
او همچنین اولین زن کره ای است که موفق به دریافت جایزه خواننده تازه‌کار، جایزه بازیگر درام تازه‌کار، جایزه بازیگر سینما تازه‌کار شد. در تاریخ ۲۲ دسامبر ۲۰۱۲، سوزی برنده جایزه بهترین تازه‌وارد در رده‌های مختلف در مراسم جوایز برنامه‌های سرگرمی کی‌بی‌اس برای برنامه «جوانان شکست ناپذیر ۲» شد.
در سال ۲۰۱۳، او در سریال تاریخی «کتاب خانواده گو» در کنار لی سونگی بازی کرد. او جایزه برترین بازیگر زن را در مراسم جوایز درام ام‌بی‌سی دریافت کرد. همچنین در جوایز بین‌المللی درام سئول، برنده جایزه بازیگر زن برجسته شد. او همچنین به عنوان جوانترین مهمان برنامه «کمپ شفا» حضور یافت.
در ماه مه سال ۲۰۱۴، سوزی در فیلم «صدای یک گل» به عنوان جین چه سان، اولین خواننده زن پانسوری کره ای بازی کرد. این فیلم تلاش یک خواننده را به نمایش می‌گذارد که به دلیل جنسیت وی در دوران چوسان مجاز به خوانندگی نیست. سوزی برای آمادگی خود در این نقش به مدت یک سال پانسوری آموزش دید. در همان سال، سوزی با بازیگر و خواننده تایوانی، شو لو در تک آهنگ «Together In Love» همکاری کرد، که در آلبوم Reality Show، شو لو نمایش داده شد.
در ژانویه سال ۲۰۱۶، سوزی تک آهنگ دیجیتالی با عنوان «رؤیا» را با بکهیون عضو اکسو منتشر کرد. این ترانه در صدر جدول دیجیتالی هفتگی گائون قرار گرفت و برنده جایزه «بهترین همکاری» در جشنواره ماما شد. او سپس در سریال ملودرام عاشقانه «عشق بی‌پروا» با کیم وو بین بازی کرد. این سریال بیش از ۴٫۱ میلیارد بازدید در بزرگترین پلت فرم اشتراک گذاری آنلاین ویدیو در چین داشت. که آن را به پربیننده‌ترین درام کره‌ای در تمام دوران در سایت چین رساند. سوزی دو اواس‌تی برای این درام منتشر کرد، که متن یکی از اواس‌تی‌ها اولین ترانه نوشته شده توسط خود اوست. در سپتامبر سال ۲۰۱۶، مجسمه موم سوزی در موزه مادام تیوس‌اُود هنگ کنگ به نمایش درآمد. او اولین سلبریتی زن کره ای است که مجسمه مومی او در این موزه قرار گرفت.

### ۲۰۱۷ - در حال حاضر: شروع کننده به عنوان سولوئیست
در اوایل سال ۲۰۱۷، سوزی اولین آلبوم خود را با عنوان «بله؟ نه؟» منتشر کرد. تک آهنگ پیش نمایش او «تظاهر» در تاریخ ۱۷ ژانویه منتشر شد که موفق به آل کیل شد (رتبه اول در چارت‌های معروف کره). ترک «بله، نه، شاید» یک هفته بعد، در تاریخ ۲۴ ژانویه ۲۰۱۷ منتشر شد. در فوریه سال ۲۰۱۷، سوزی با خواننده پارک وون، ترکی با عنوان «Don't Wait for Your Love» منتشر کرد.سوزی سپس به تلویزیون بازگشت و در درام فانتزی «وقتی تو خواب بودی» در کنار لی جونگ سوک بازی کرد که در سپتامبر ۲۰۱۷ به نمایش درآمد. در ۲۷ دسامبر، پس از اعلام خبر ترک مین از کمپانی جی‌وای‌پی، کمپانی رسماً اعلام کرد که گروه میس ای منحل شده‌است.ولی سوزی قرارداد خود را با کمپانی جی وای پی تمدید کرد.

در اوایل سال ۲۰۱۸، اعلام شد که سوزی اواخر ژانویه کامبک سولو دارد. در ۲۲ ژانویه، سوزی تک‌آهنگ پیش نمایش خود را با عنوان «من عاشق شخص دیگری هستم» منتشر کرد که موفق به آل کیل شد. سوزی دومین آلبوم خود را با عنوان «چهره‌های عشق» در ۲۹ ژانویه با عنوان تک‌آهنگ «تعطیلات» منتشر کرد. در ۱۴ فوریه، سوزی یک موزیک ویدیوی برای تک‌آهنگ «هوشیار» منتشر کرد. در تاریخ ۹ مارس، سوزی چهارمین موزیک ویدیوی خود را برای تک‌آهنگ «نیمه شب» با همکاری پیانیست یروما منتشر کرد.

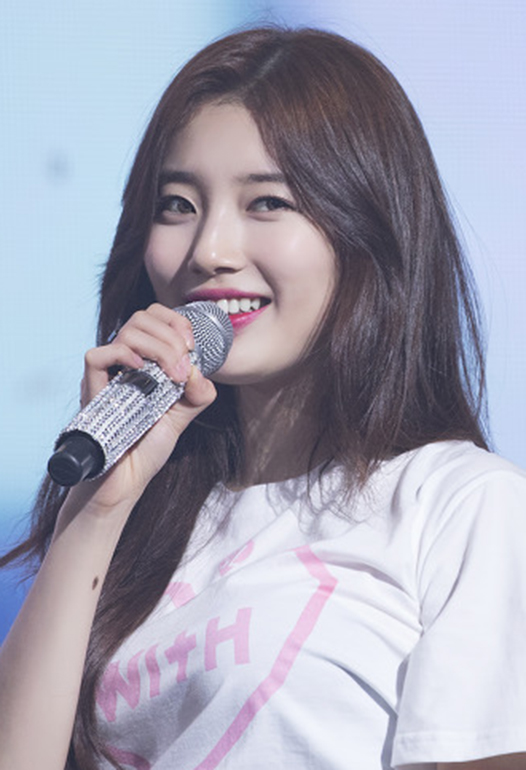

در تاریخ ۳۱ مارس ۲۰۱۹، سوزی با انقضای قرارداد خود، کمپانی جی‌وای‌پی را ترک کرد. وی سپس با آژانس بازیگری منیجمنت سوپ قرارداد امضا کرد. او سپس در سريال اکشن جاسوسی «بی خانمان» بازی کرد، سوزی در اين سريال نقش مأمور NIS را دارد و برای بار دوم با لی سونگی همبازی شد. این سریال با ۲۵ ميليارد وون هزینه به عنوان یکی از پر هزینه‌ترین سریال‌ها کره ای می‌باشد. در اواخر سال ۲۰۱۹، سوزی در فیلم اکشن هیجانی «ریزش خاکستر» به عنوان همسر باردار ها جونگ-وو در کنار ستارگان بزرگی همچون لی بیونگ-هان و ما دونگ سوک ایفای نقش کرد.
در سال ۲۰۲۰، سوزی به همراه نام یونسو در فیلم کوتاه «با قدرت خودت زندگی کن» که براساس رمانی که خودش نوشته شده است، ایفای نقش کرد. این فیلم بخشی از پروژه‌ی برند آرایشی لانکوم بوده‌است. در اکتبر سال ۲۰۲۰ سوزی به همراه نام جو هیوک، کیم سون هو و کانگ هانا در سریال «استارت آپ» به عنوان یک کارآفرین مشتاق ایفای نقش کرد. که آرزو دارد با راه اندازی یک شرکت نوپا، استیو جابز کره ای شود. همچنین این مجموعه در سراسر جهان از نتفلیکس پخش شد.
در سال ۲۰۲۱، سوزی در کنار پارک بوگوم و گونگ یو در فیلم «سرزمین عجایب» ایفای نقش کرد. این فیلم اکنون در لیست اکران قرار دارد.
در ۱۵ اکتبر ۲۰۲۱ اعلام شد که سوزی قرار است در وب دراما  آنا در کنار بازیگرانی چون جونگ اون چه نقش آفرینی کند. فیلمبرداری این سریال  در ۲۳ مارس ۲۰۲۲ به پایان رسید و از کوپانگ کو منتشر شد. پس از پخش سریال تماشاگران و منتقدان، سوزی را به خاطر مهارت های بازیگری و ایفای شخصیت آنا بسیار تمجید کردند. وی برای بازی در این نقش برنده جایزه‌ی بهترین بازیگر نقش اول زن از جشنواره های اژدهای آبی و برش کارگردانان شد.
در 6 اکتبر سال ۲۰۲۲ سوزی ترانه ای به نام شنل (Cape) را به همراه موزیک ویدیوی آن منتشر کرد.
در سال ۲۰۲۳ سوزی آهنگی جدید به‌نام R.U.N را منتشر کرد.از این آهنگ به عنوان تم آغازین برنامه  ?R U Next استفاده می شود.
او همچنین در سریال جدیدی به نام دختر طبقه پایین که به نام لی دونا هم شناخته می شود ایفای نقش کرده است. این سریال یکی از مجموعه‌های هیجان‌انگیز و مورد انتظار سال ۲۰۲۳ است که قرار است از نتفلیکس منتشر شود.

## در رسانه
سوزی لقب «عشق اول» را به علت بازی در فیلم «معماری ۱۰۱» دریافت کرد. او همچنین به دلیل تبلیغات زیادی که در محصولات معتبر، از لوازم آرایشی، پوشاک گرفته تا کالاهای اساسی مانند شکر داشته، لقب «ملکه تبلیغاتی» را نیز گرفته‌است. سوزی در سال ۲۰۱۳ با بیش از ۱۴ قرارداد در یک سال، بیش از ۱۰ میلیارد وون کسب کرده‌است.در سال ۲۰۲۰، سوزی لقب «Human Dior» را به خود اختصاص داده‌است زیرا طرفداران متوجه شده‌اند که او همیشه این برند را پوشیده و تبلیغ می‌کند.در سال ۲۰۲۱ سوزی به عنوان آیدلی که از کودکی تا به الان زیباییش هیچ تغییری نکرده لقب «Super Beauty» داده شده است.
بونا از کازمیک گرلز ، آرین از اوه مای گرل ،  جونگ چه-یون از دیا ، سودام از سکرت نامبر ، Johyun از Berry Good ، یرین از جی فرند ، نایون از مومولند ، یومین از ملودی دی و ... از سوزی به عنوان الگوی خود یاد کرده اند.

## زندگی شخصی

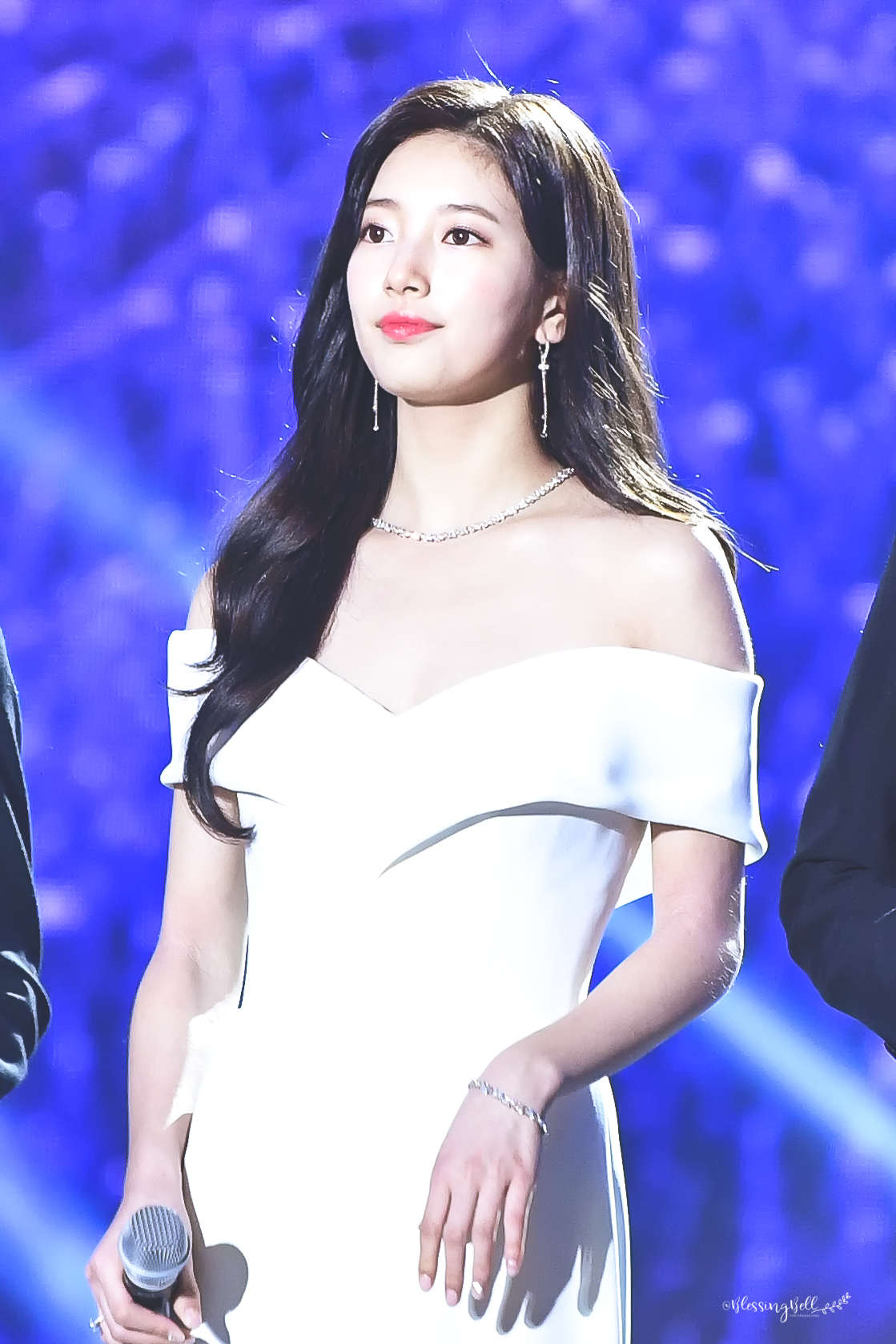
بائه سوزی در سال 2018

در 22 مارس سال ۲۰۱۵ اعلام شد که سوزی و لی مین هو باهم در ارتباط و در حال شناختن یکدیگر هستند و کمپانی هردو سلبریتی این خبر را تأیید کردند. در ۱۶ نوامبر ۲۰۱۷ شایعاتی دربارهٔ جدا شدن این دو نفر منتشر شد که البته از سایت‌های معتبر هم صورت نگرفته بود، که آژانس‌های این دو نفر این خبر را تکذیب کردند و گفتند این دو نفر اکنون نیز با یکدیگر هستند اما بعد از چند ماه دوباره اعلام شد که این دو نفر از یکدیگر جدا شده‌اند که این خبر از طرف هر دو کمپانی تایید شد و آن ها بعد از سه سال رابطه از هم جدا شده اند علت جدایی آن ها به دلایل شخصی عنوان شده‌است.
در ۸ مارس ۲۰۱۸ اعلام شد که سوزی و لی دونگ ووک باهم قرار می‌گذارند که توسط کمپانی هر دو طرف تأیید شد که آن‌ها به تازگی در حال شناختن یکدیگر هستند. در ۲ ژوئیه سال ۲۰۱۸ کمپانی لی دونگ ووک و سوزی اعلام کردند که پس از ۴ ماه این دو باهم کات کرده‌اند و دیگر رابطه ندارند. ظاهراً بهم خوردن رابطه آن‌ها بخاطر مشغولیت‌های کاری هردو بوده‌است.

## فعالیت های خیریه
در آوریل ۲۰۱۴، بائه ۵۰ میلیون روپیه به قربانیان غرق شدن کشتی Sewol اهدا کرد تا برای امدادرسانی کشتی Sewol مفقود و بازماندگان و برای خانواده‌های قربانیان استفاده شود. در همان سال، او برای اهدای عضو و بافت ثبت نام کرد.
در آوریل ۲۰۱۵، بائه به عنوان ۷۹۱ امین عضو انجمن افتخار، گروهی از اهداکنندگان عمده با بیش از ۱۰۰ میلیون وون، به جامعه رفاه اجتماعی چست پیوست.
در ژوئن ۲۰۱۶، سوزی ۱۰ میلیون وون به خانواده های کم درآمد در زادگاهش در گوانگجو اهدا کرد.
در مارس ۲۰۱۷، او ۱۰۰ میلیون پوند به ستاد تمرین به اشتراک گذاری زندگی کمک کرد تا برای هزینه های درمان بیمار استفاده شود.
در ۱۰ اکتبر ۲۰۱۸، بائه به مناسبت تولدش، ۱۰۰ میلیون وون به ستاد تمرینات اشتراک گذاری زندگی اهدا کرد تا برای درمان کودکان مبتلا به سرطان و سرطان خون استفاده شود.
در آوریل ۲۰۱۹‏، بائه ۱۰۰ میلیون روپیه به انجمن ملی امدادرسانی به پل هوپ بریج برای کمک به قربانیان آتش‌سوزی‌های گسترده در گنگواندو اهدا کرد. او در روز تولد خود در ۱۰ اکتبر ۲۰۱۹‏، ۱۰۰ میلیون وون کمک مالی برای کودکان مبتلا به بیماری های صعب العلاج انجام داد.
در فوریه ۲۰۲۰، سوزی ۱۰۰ میلیون روپیه به Good Neighbors (NGO توسعه بشردوستانه بین‌المللی) کمک کرد تا از شیوع COVID-19 جلوگیری کند و از طبقه کم درآمد حمایت کند.در ماه اوت، او ۱۰۰ میلیون روپیه به قربانیان سیل که تحت تأثیر باران سیل آسا قرار گرفته بودند، از طریق انجمن ملی امداد رسانی به بلایای هوپ بریج اهدا کرد. در سپتامبر، او ۵۰ میلیون روپیه به کمپین "رویاهای یونبیول" برای حمایت از رویاهای کودکان خانواده های کم درآمد و گروه های به حاشیه رانده شده اهدا کرد. در اکتبر ۲۰۲۰، بائه مبلغ ۱۰۰ میلیون پوند از طریق ستاد تمرین به اشتراک گذاری زندگی برای حمایت از بیماران مبتلا به بیماری های صعب العلاج و سرطان اطفال کمک مالی کرد.
در ماه مه  ۲۰۲۱، بائه ۱۰۰ میلیون پوند به انجمن به اشتراک گذاری شادی قبل از روز کودک اهدا کرد و کمک مالی او برای حمایت از کودکان در یتیم خانه ها و حمایت از معیشت کودکانی که به حمایت پایان داده اند استفاده شد. در ژوئیه ۲۰۲۱، او ۱۰۰ میلیون پوند از طریق ستاد تمرین به اشتراک گذاری زندگی برای حمایت از جراحی های قلب نوزادان نارس اهدا کرد.
در مارس ۲۰۲۲ ، سوزی مبلغ ۱۰۰ میلیون روپیه به انجمن امداد رسانی به پل امید برای کمک به قربانیان آتش‌سوزی عظیمی که در اولجین، گیونگ‌بوک شروع شد و به سامچئوک، گانگوون سرایت کرد، اهدا کرد.
در ۱۱ آگوست ۲۰۲۲ ، سوزی مبلغ ۱۰۰ میلیون وون برای خسارات ناشی از سیل و باران های شدید به انجمن ملی امداد بلایای پل امید اهدا کرد.
سوزی در ماه فوریه ۲۰۲۳ نیز مبلغ ۱۰۰ میلیون وون را برای کمک به زلزله زدگان زمین لرزه ترکیه و سوریه ، از طریق سازمان یونیسف در کره جنوبی اهدا کرد.

## ترانه‌شناسی

### آلبوم‌ها
- بله؟ نه؟ (۲۰۱۷)

- چهره‌های عشق (۲۰۱۸)